# Velleron
Velleron är en kommun i departementet Vaucluse i regionen Provence-Alpes-Côte d'Azur i sydöstra Frankrike. Kommunen ligger i kantonen Pernes-les-Fontaines som tillhör arrondissementet Carpentras. År 2022 hade Velleron 3 138 invånare. Velleron är beläget cirka 18 kilometer öster om Avignon i Provence. I dess centrum finns det medeltida slottet Château de Cambis och kyrkan Saint Michel.

## Befolkningsutveckling
Antalet invånare i kommunen Velleron
| Referens: INSEE |